# Crassula alba
Crassula alba är en fetbladsväxtart som beskrevs av Peter Forsskål. Crassula alba ingår i släktet krassulor, och familjen fetbladsväxter.

## Underarter
Arten delas in i följande underarter:
- C. a. pallida
- C. a. parvisepala

## Bildgalleri

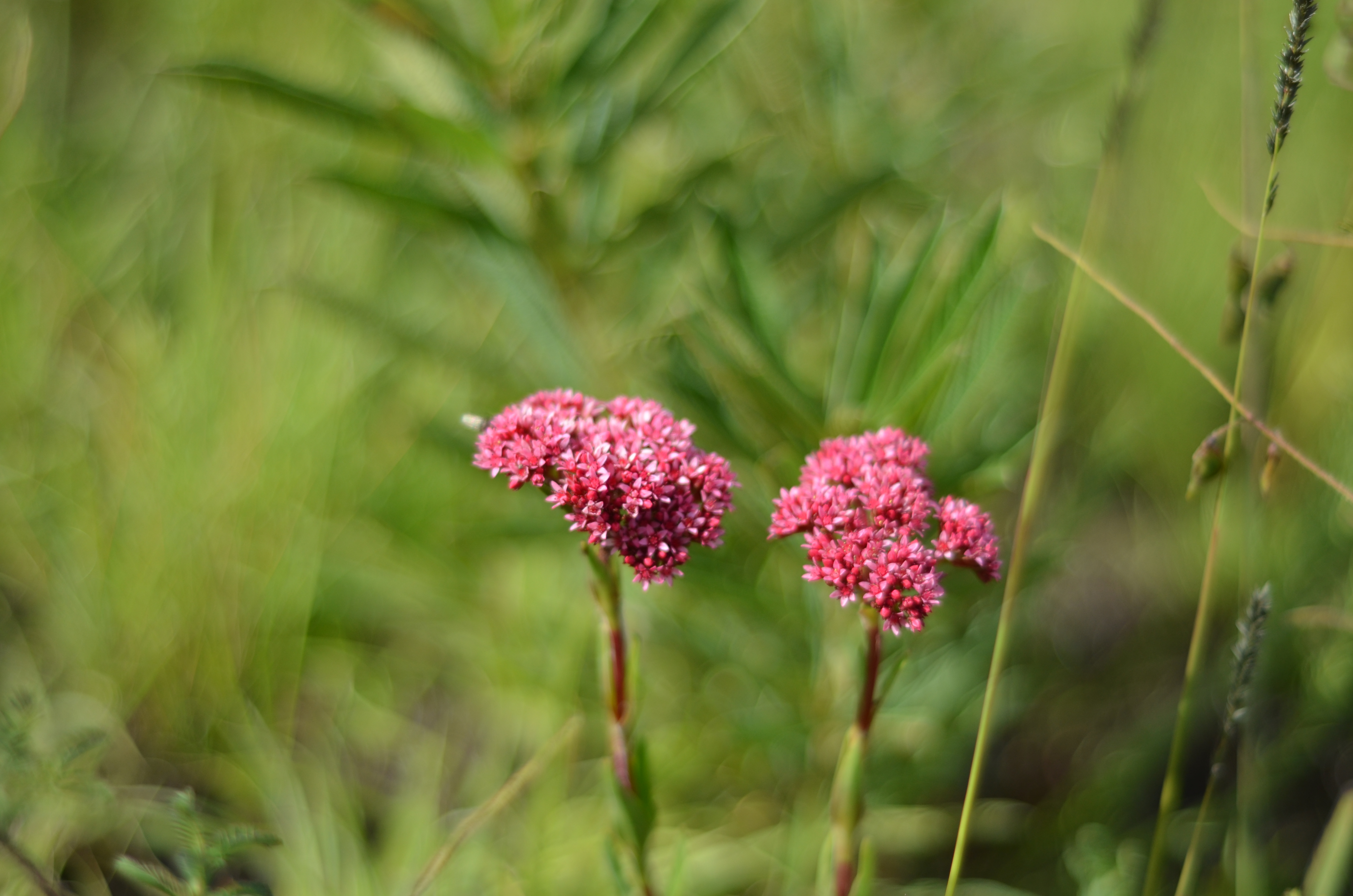
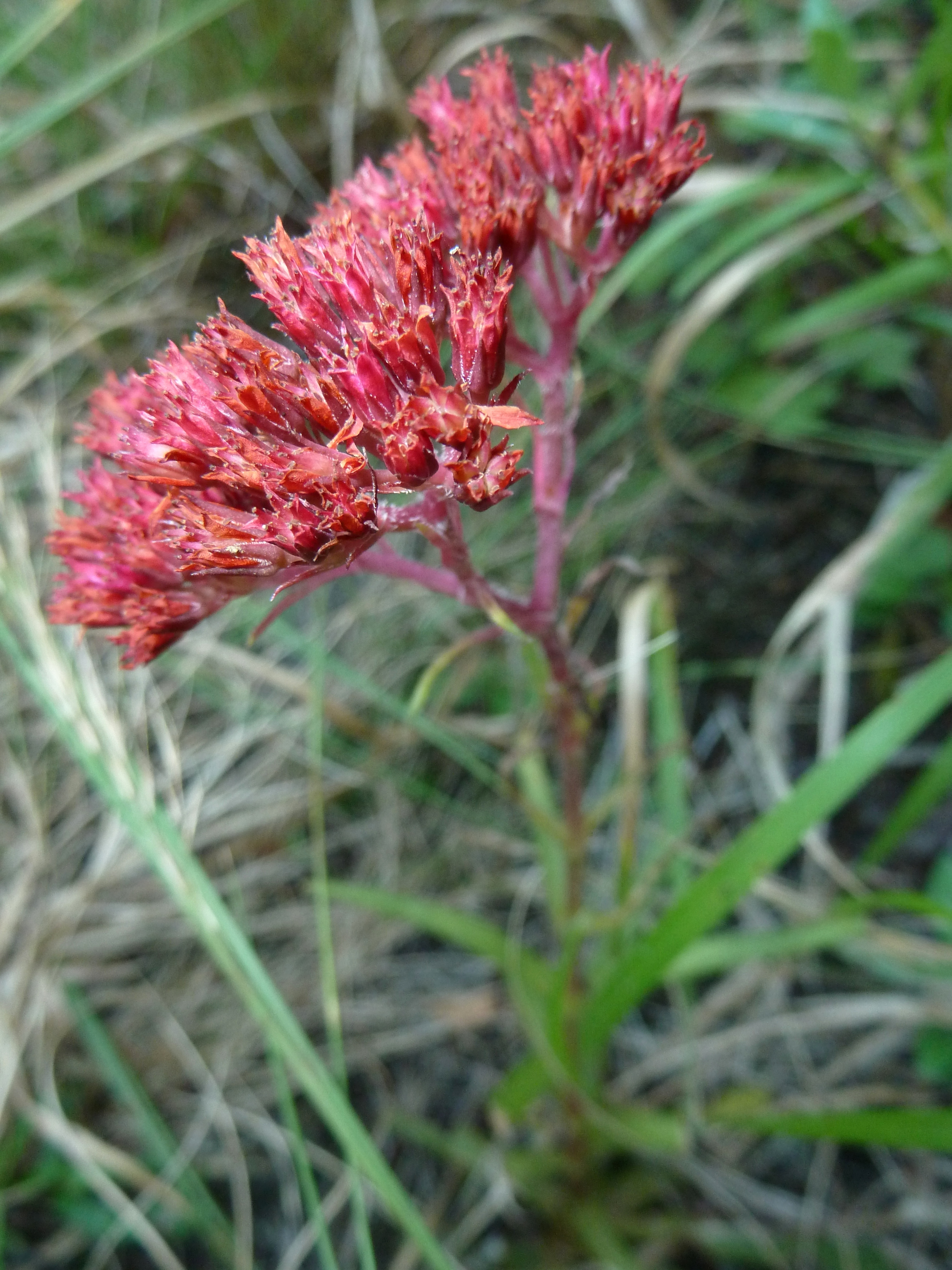
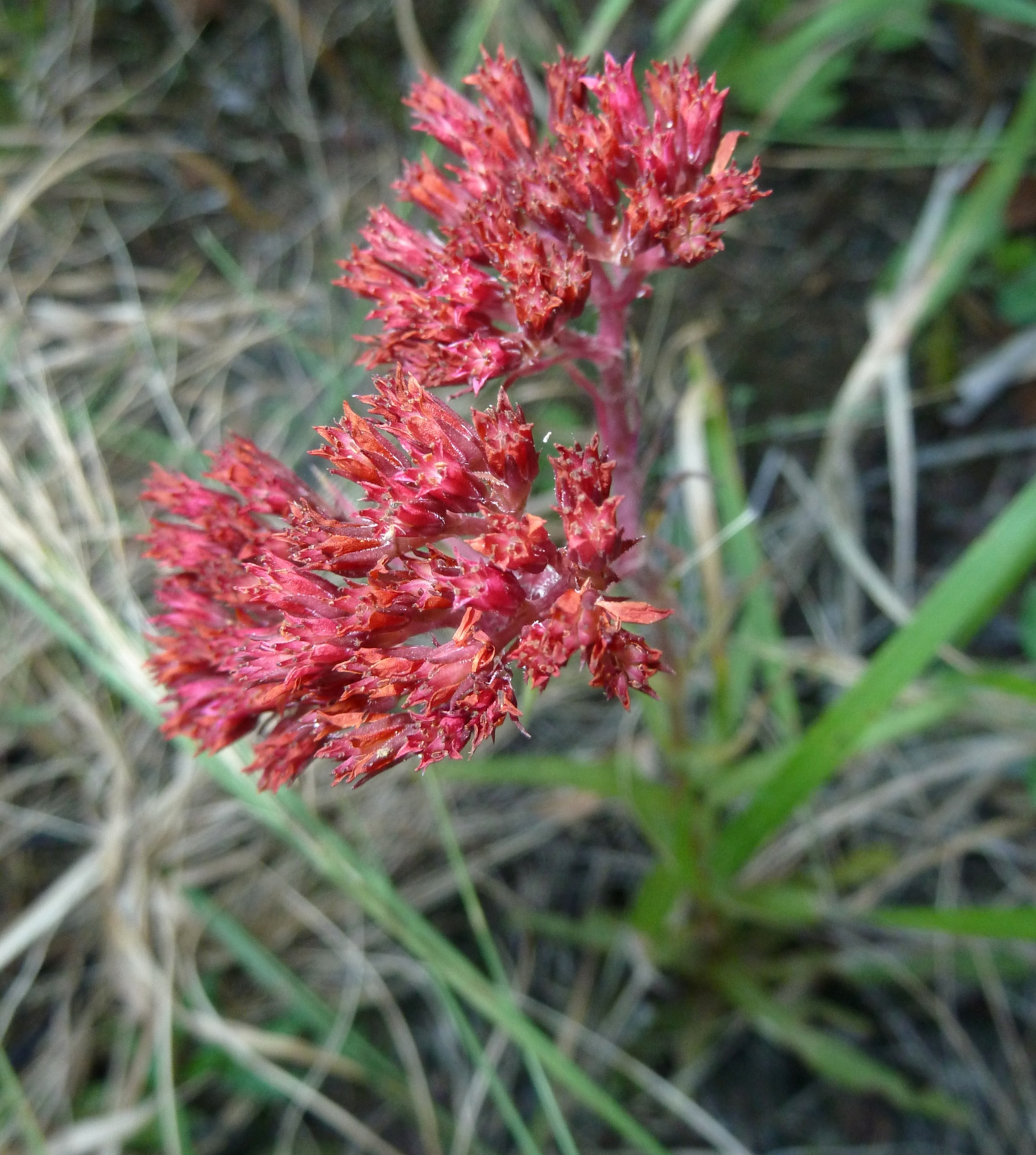
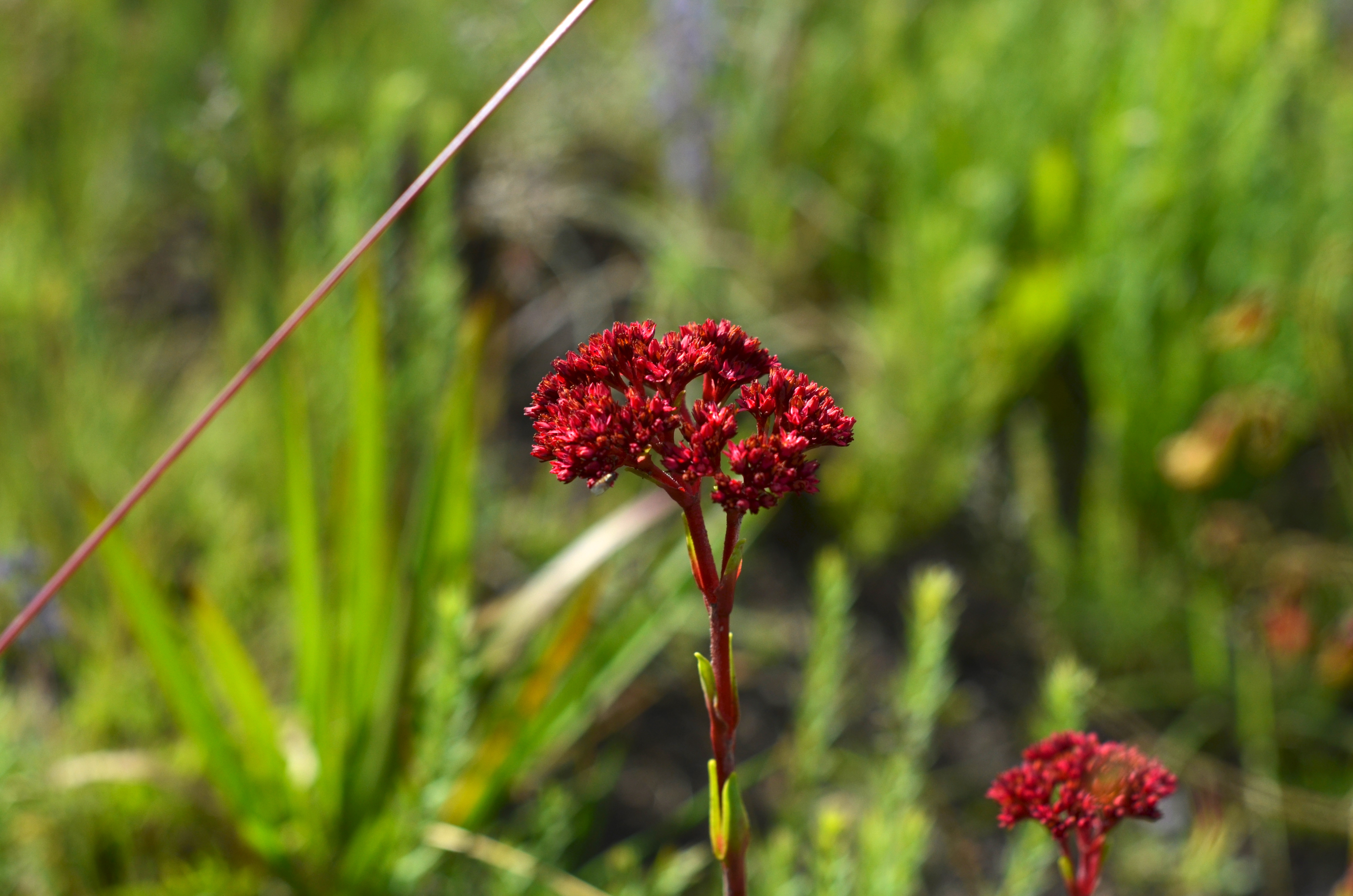